# Marques Tuiasosopo
Marques Tavita Tuiasosopo (Long Beach, 22 marzo 1979) è un ex giocatore di football americano statunitense.

## Nella NFL
Scelto al draft dagli Oakland Raiders, nella stagione 2001 ha giocato solamente una partita nella NFL completando 3 lanci su 4 per 34 yard e una corsa per 1 yard.
Nella stagione 2002" ha fatto 3 presenze totalizzando 2 corse perdendo 3 yard.
Nella stagione 2003 ha giocato 4 partite di cui una da titolare completando 25 lanci su 45 per 324 yard con 3 intercetti e ha subito 2 sack perdendo 14 yard, 2 fumble di cui uno recuperato ed infine 6 corse per 22 yard.
Nella stagione 2004 non è mai sceso in campo.
Nella stagione 2005 ha giocato una sola partita partendo da titolare ha completato 14 su 26 lanci per 124 yard con un touchdown e 2 intercetti, ha subito 6 sack perdendo 40 yard, 2 fumble entrambi persi ed infine 2 corse per 19 yard.
Nella stagione 2006 ha giocato 2 partite completando 6 lanci su 13 per 68 yard con 1 touchdown e 2 intercetti ed infine 4 corse per 29 yard con un fumble perso.
Nella stagione 2007 è passato ai New York Jets ma non è entrato mai in campo.
Nella stagione 2008 è tornato ai Raiders firmando il 22 maggio un contratto di free agent per un anno. È stato il 3º quarterback della squadra ed ha giocato 2 partite ma non da titolare completando un lancio su 2 per 4 yard, 2 fumble poi recuperati dai compagni, ha subito 2 sack perdendo 16 yard e ha fatto 2 corse per 11 yard.